# Adela Carreras Taurà
Adela Carreras Taurà (Barcelona, 3 d'agost de 1916 - Perpinyà, 24 de juny de 1999) fou una ballarina, locutora radiofònica a Radio Paris Internacional, anarquista i després comunista, activista política antifranquista catalana, coneguda com a Adelita del Campo, vinculada especialment a França i a Mutxamel.

## Biografia
Pertanyent a una família d'artistes de varietats, des de jove va començar a viatjar i a treballar amb els seus pares com a ballarina. Durant la guerra civil espanyola va exercir d'infermera i va pertànyer un temps a Dones Lliures (Mujeres Libres) a Barcelona, tot i que aviat va continuar amb les gires artístiques amb els pares, pels fronts, i després va treballar a la Reserva General d'Artilleria.
Es va exiliar a França el 1939: «Correm per aquesta carretera serpentejant, que ja és terra estrangera. Amb el cor ple d'angoixa, veig allunyar-se cada vegada més l'ombra d'aquesta muntanya que anem deixant… Rere ella queda la nostra Espanya!». Va passar dos anys als camps d'Argelers de la Marenda, on va conéixer qui després seria el seu marit, el líder comunista Julián-Antonio Ramírez. Va participar en activitats culturals, va atendre una escola maternal i va impartir classes de costura, i fou nomenada cap del camp número 9. També va estar empresonada als camps de Sant Cebrià de Rosselló i de Bram. Aquest fou el motiu pel qual adoptà el nom d'Adelita del Campo.
La seua família continuà l'activitat teatral i artística a la França ocupada. Casada el 1942, aquell any va néixer el seu fill Carlos. Va escriure a Reconquista de España, butlletí de l'exili espanyol a França. Després de la Segona Guerra Mundial, fou locutora de Radio París a l'exili juntament amb Julián-Antonio Ramírez i amb intel·lectuals com ara Mario Vargas Llosa o Mario Benedetti. També a la ràdio, als anys setanta, va dirigir programes femenins com «Entre nosotras», en què tractaven temes com el treball femení, les dones en la història, la literatura i també la moda, la maternitat o la cura de la llar.
Amb la democràcia, va tornar a l'Alacantí i es va instal·lar a Mutxamel, on va continuar organitzant grups de teatre i militant al PCE fins que va morir el 1999. L'arxiu d'Adelita del Campo i el seu marit, Julián Antonio Ramírez Hernando, va ser donat el 2016 pel seu fill Carlos Ramírez Carreras a la Biblioteca Valenciana Nicolau Primitiu. Està compost per documents textuals i gràfics corresponents majoritàriament a l'època de l'exili. És també una font important d'informació sobre el món artístic de «varietats» dels anys vint als anys cinquanta.